# Segon Gabinet Godmanis
El segon Gabinet Godmanis fou el govern de Letònia entre el 20 de desembre de 2007 i el 12 de març de 2009. Fou el segon govern liderat per Ivars Godmanis, qui també havia estat Primer Ministre entre 1990 i 1993. Va començar el seu mandat el 20 de desembre de 2007, després de la dimissió d'Ivars Godmanis, succeint el segon Gabinet Kalvītis, que havia governat entre 2007 i 2009. Fou substituït pel primer Gabinet Dombrovskis el març de 2009.

## Composició
Llista dels ministeris de Letònia encapçalats per ministres del segon Gabinet Godmanis:
| Càrrec                                                  | Nom                       | Partit                            | Dates                                           |
| ------------------------------------------------------- | ------------------------- | --------------------------------- | ----------------------------------------------- |
| Primer Ministre                                         | Ivars Godmanis            | LPP/LC                            | 20 de desembre de 2007 – 12 de març de 2009     |
| Ministre de Defensa                                     | Vinets Veldre             | Partit Popular                    | 20 de desembre de 2007 – 12 de març de 2009     |
| Ministre d'Afers Exteriors                              | Māris Riekstiņš           | Partit Popular                    | 20 de desembre de 2007 – 12 de març de 2009     |
| Ministre per la Infància, Família i Integració          | Ainars Baštiks            | LPP/LC                            | 20 de desembre de 2007 – 12 de març de 2009     |
| Ministre d'Economia                                     | Kaspars Gerhards          | Per la Pàtria i la Llibertat/LNNK | 20 de desembre de 2007 – 12 de març de 2009     |
| Ministre de Finances                                    | Atis Slakteris            | Partit Popular                    | 20 de desembre de 2007 – 12 de març de 2009     |
| Ministre de l'Interior                                  | Mareks Segliņš            | Partit Popular                    | 20 de desembre de 2007 – 12 de març de 2009     |
| Ministre d'Educació i Ciència                           | Tatjana Koķe              | Unió de Verds i Agricultors       | 20 de desembre de 2007 – 12 de març de 2009     |
| Ministre de Cultura                                     | Helēna Demakova           | Partit Popular                    | 20 de desembre de 2007 – 14 de gener de 2009    |
| Ministre de Cultura                                     | Edgars Zalāns (interí)    | Partit Popular                    | 15 de gener de 2009 – 12 de març de 2009        |
| Ministre de Benestar                                    | Iveta Purne               | Unió de Verds i Agricultors       | 20 de desembre de 2007 – 12 de març de 2009     |
| Ministre pel Desenvolupament Regional i el Govern Local | Edgars Zalāns             | Partit Popular                    | 20 de desembre de 2007 – 12 de març de 2009     |
| Ministre de Transport                                   | Ainārs Šlesers            | LPP/LC                            | 20 de desembre de 2007 – 12 de març de 2009     |
| Ministre de Justícia                                    | Gaidis Bērziņš            | Per la Pàtria i la Llibertat/LNNK | 20 de desembre de 2007 – 12 de març de 2009     |
| Ministre de Salut                                       | Ivars Eglītis             | Partit Popular                    | 20 de desembre de 2007 – 12 de març de 2009     |
| Ministre de Medi Ambient                                | Raimonds Vējonis          | Unió de Verds i Agricultors       | 20 de desembre de 2007 – 12 de març de 2009     |
| Ministre d'Agricultura                                  | Mārtiņš Roze              | Unió de Verds i Agricultors       | 20 de desembre de 2007 – 4 de febrer de 2009    |
| Ministre d'Agricultura                                  | Raimonds Vējonis (interí) | Unió de Verds i Agricultors       | 5 de febrer de 2009 – 12 de març de 2009        |
| Ministeri Especial per l'Administració Electrònica      | Ina Gudele                | Unió de Verds i Agricultors       | 20 de desembre de 2007 – 15 de maig de 2008     |
| Ministeri Especial per l'Administració Electrònica      | Signe Bāliņa              | Unió de Verds i Agricultors       | 15 de maig de 2008 – 12 de març de 2009         |
| Ministeri Especial per la Integració Social             | Oskars Kastēns            | LPP/LC                            | 20 de desembre de 2007 – 31 de desembre de 2008 |
| Ministeri Especial pels Fons de la Unió Europea         | Normunds Broks            | Per la Pàtria i la Llibertat/LNNK | 20 de desembre de 2007 – 31 de desembre de 2008 |